# Урал-батир
«Урал-батир» (башк. Урал батыр) — башкирський епос (кубаїр), пам'ятка башкирської словесності.
«Урал-батир» увібрав в себе найдавнішу міфологію, яка існувала багато тисячоліть тому. У ньому представлений широкий спектр давніх поглядів, що сягають своїм корінням у надра первіснообщинного ладу.
Деякі мотиви та образи «Урал-Батира» зустрічаються і в інших башкирських епосах («Заятуляк і Хиухилу», «Кунгир-буга», «Алпамиш», «Кузийкурпяс і Маянхилу»), а епоси «Акбузат» і «Бабсак і Кусек», продовжуючи сюжетну лінію «Урал-Батира», утворюють єдиний цикл башкирських епічних сказань.
Епос складається з 4 576 поетичних і 19 прозових рядків. Композиційно виділяють 3 частини.

## Історія вивчення
Епос передавався усно з покоління в покоління поетами-оповідачами — сесенами. У 1910 році Мухаметша Абдрахманович Бурангулов записав епос від двох сесенів-кураїстів: Габіта Аргинбаєва (≈1850—1921) з аулу Ідріс і Хаміта Альмухаметова (1861—1923) з аулу Малий Іткул Іткульської волості Оренбурзької губернії. За легендою, після запису цього епосу Мухаметша Бурангулов подарував розповідачеві коня, а сам повернувся додому пішки.
Відомі інші версії епосу: прозовий варіант був записаний у 1956 році у Ісмагіла Рахматулліна в аулі Імангул Учалинського району дослідником А. В. Харісовим і виданий ним у тому ж році; версія, умовно позначається як етіологічний міф, була записана у 1984 році у Шамсії Сафаргаліної в аулі Габбасово Зіанчуринського району Башкортостану.
У 1968 році епос «Урал-батир» був виданий зі скороченнями башкирською мовою в журналі «Агидель» в 1968 році У 1972 році вперше відбулася повна публікація на башкирською мовою — у першому томі зводу «Башкирська народна творчість».
У 1975 році в скороченому вигляді опубліковано в першому томі збірника «Героїчний епос народів СРСР» у серії «Бібліотека всесвітньої літератури» (пер. А. Х. Хакімов, В. С. Кичаков, А. С. Мірбадалева), а також — у серії «Епос народів СРСР» (пер. А. Х. Хакімов, Н. В. Кидайш-Покровська А. С. Мірбадалева). У 1977 році був опублікований повний академічний текст епосу російською і башкирською мовами.
Вперше про глибоку самобутність епосу «Урал-батир» було заявлено в працях А. А. Петросян. Вона перша з дослідників виявила сюжетну схожість башкирського епосу з шумеро-аккадським епосом про Гільгамеша, але в той же час прийшла до висновку про існування глибоких відмінностей ідейно-художніх концепцій даних творів: «Головний мотив епосу „Урал-батир“ — людина сильніша за всіх сущих, добро незнищенне. Вавилонський епос спирається на іншу ідею — все від волі богів». Філософ Д. Ж. Валєєв бачить цінність епосу «як джерела з вивчення історії суспільної свідомості і суспільної думки башкирів».
Існує кілька переказів епосу на російську мову — як підрядкових, так і поетичних. Переклади на російську робили кілька письменників і поетів. Прозовий переклад епосу виконав письменник А. Г. Хусаїнов, поетичний переклад на російську мову виконав поет Г. Г. Шафіков.
2003 року «Урал-Батир» був перекладений англійською мовою (пер. С. Г. Шафіков). В Уфі вийшло подарункове видання епосу трьома мовами (башкирський оригінал, російський переклад Г. Г. Шафікова і англійський переклад С. Г. Шафікова). У 2006 році було видано «Урал-Батир» німецькою мовою у перекладі доктора філології з Німеччини Алії Тайсиної. Епос «Урал-Батир» також був перекладений на інші мови світу (абхазьку, іврит, турецьку, чуваську та інші).
У 2007 році вперше був опублікований оригінал тексту «Урал-Батира». Всі попередні публікації епосу містили спотворення. Причини некритичної публікації епосу криються в радянській практиці спотворення пам'яток народної творчості, у переслідуваннях башкирських учених (Мухаметша Бурангулов був двічі репресований). Постанови ЦК партії по Башкирській парторганізації забороняли цілий ряд фольклорних пам'яток. Однак, незважаючи на репресії, епос «Урал-Батир» дивом уцілів.
Оригінал у вигляді машинописної копії латинським шрифтом (вірші з прозовими вставками) з декількома рукописними правками (ймовірно, самого М. Бурангулова) зберігається в Науковому архіві Уфимського наукового центру РАН. Оригінал (рукописний запис) не зберігся.
На сьогодні видано безліч досліджень про «Урал-батир». Триває поглиблене вивчення епосу на межі археології, етнографії та лінгвофольклористики.
В Башкортостані багато робиться для популяризації епосу. У Башкирському академічному театрі драми імені М. Гафурі поставлений спектакль «Урал-батир», створено науково-популярний фільм «У пошуках Акбузата», розроблений туристичний проект «Золоте кільце Башкортостану: дорогами епосу „Урал-батир“». Щорічно проводиться конкурс кращих читців епосу.
Епос «Урал-батир» є одним з «Семи чудес Башкортостану», включений до Списку нематеріальної тюркської культурної спадщини, є кандидатом на включення до Списку ЮНЕСКО «Шедеври усної та нематеріальної спадщини людства».

## Сюжет

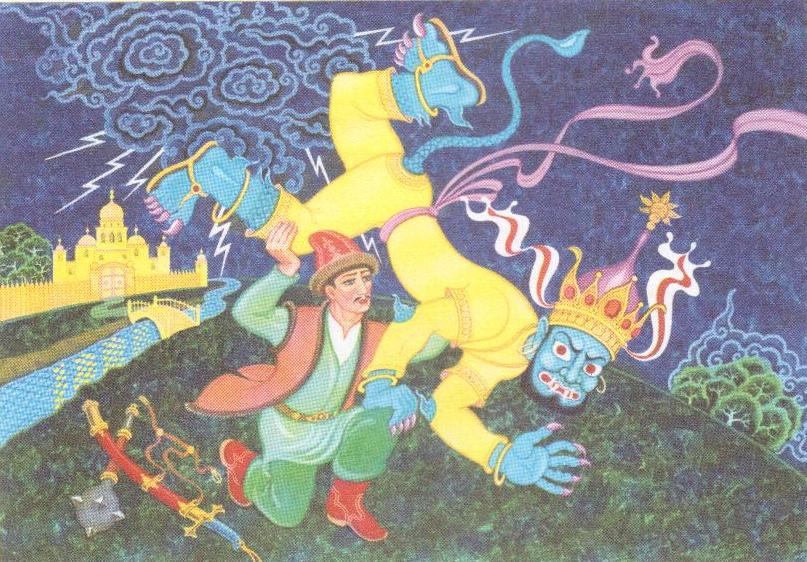
Урал-батир проти гігантського Дева

Сюжет епосу досить складний і побудований на описі боротьби Урал-батира за щастя людей, зі злими силами природи, втіленими в образах драконів (аждаха), девів, змій і т. д. Персонажі оповіді — богатирі і прості жителі землі, небесні божества (небесний цар птахів — Самрау), злі сили природи, міфічні істоти. Тут зображена доля героїв трьох поколінь (старий Янбирде і стара Янбика, їхні діти — Урал і Шульген, онуки — Яїк, Ідель, Нугуш, Сакмар) і, відповідно до цього, складається з трьох частин і сам епос.
У першій частині розповідається про старого Янбирде і стару Янбике, які волею долі, опинилися на загубленій землі. Вони займаються полюванням на диких звірів. Від літнього подружжя народжуються два сини — Шульген і Урал, що є традиційним мотивом тюрко-монгольського епосу. Янбирде повідомляє дітям таємницю існування Смерті (Улем), що вбиває людей, звірів і все живе на землі.
Від білої лебідки Хумай (донька Самрау), врятованої Урал-батиром, вони дізнаються про існування Джерела життя — Яншишми. Янбирде радить синам відшукати Яншишму і знищити Смерть. Перша частина завершується тим, що молоді батири відправляються на пошуки джерела безсмертя.
Друга частина оповіді розповідає про дії героїв другого покоління — Шульгена і Урал-батира. У ній докладно зображуються подвиги Урал-батира і злодіяння його брата Шульгена, який перекинувся до ворогів. Закінчується ця частина поразкою девів і драконів, виникненням з безодні моря гір із тіл убитих героєм ворогів (Уральські гори), загибеллю Урал-батира за безсмертя природи.
Третя частина поеми присвячена подвигам синів Урал-батира, заселенню уральської землі людьми, тваринами і птахами.
Епос про Урала дуже багатий символами, архетипами колективного несвідомого: ясновидці дракони; старий премудрий ясновидець дракон; Божественна дитина Урал; могутній супутник героя — космічний кінь Акбузат, в майбутньому помічник Урала; сім драконів на небі — сузір'я Великої Ведмедиці; дракон з великим ключем; чарівна палиця; жива криниця — жива вода; цар птахів — Самрау, який є чоловіком Сонця і Місяця, в той же час батьком Хомай і Айсилу — цих дивних символів Аніми; вибір дівчиною Хомай для себе нареченого (задає загадки, перевіряє на вірність, чесність); космічна пара (або Божественний шлюб) Уралу і Хомай, четверичність — 4 батира, 4 сина (Хакмар теж вважає себе сином Урала); дивовижні тварини, що  говорять і відають — уособлення людських якостей (бик, лев, собака, сокіл, птахи тощо); багатозначний символ Заркум (полювання на оленя є однією з незліченних алегорій, що позначають статевий акт, змій — символ одночасно позитивний і негативний, може перетворитися на людину); камінь і його трансформація; вогонь; Всесвітній потоп; символ Смерті; числа — архетипи порядку (сімка — число планетарних богів древніх, число сім символізує сім зірок планетарних божеств, які, як стверджують алхіміки, знаходяться у печері в глибині землі; несвідоме використовує число в якості впорядкувального фактора, числа існували до виникнення свідомості); символи Тіні — печера, підземелля, спуск до глибокого джерела, кров у мушлях як символи лихого духа, запального гніву і чуттєвих пристрастей; Урал-гора як символ самості, символ становлення цілісної особистості; жертвоприношення нечестивого царя Катилу, тема жертви батира або смерті героя (яка необхідна для лікування від гордості, гордині). Одруження Уралу, коли зникає дитяча безвідповідальність при вступі до суспільства; хворобливе підпорядкування дисципліні; архетипи Тіні (Шульген), Аніми, Анімуса, Старого мудреця та інші, які пов'язують воєдино світ свідомості і світ несвідомого, є засобами «духовного відродження», індивідуації.